# Sejad Salihović
Sejad Salihović, född 8 oktober 1984 i Zvornik, Jugoslavien, är en bosnisk före detta fotbollsspelare som spelade som mittfältare. Han spelade större delen av sin karriär för tyska 1899 Hoffenheim.   
Salihović gjorde sitt första landslagsmål för Bosnien och Hercegovina i kvalet till VM 2010; detta mot Turkiet på en frispark. 